# Rio Paratari
Le rio Paratari, ou Igarapé Paratari est un cours d'eau brésilien qui baigne l'État d'Acre.
Il prend sa source près de la frontière avec le Pérou, et se jette dans la Juruá entre les localités de Tabocal et Porto Seguro, dans la municipalité de Marechal Thaumaturgo.
C'est un sous-affluent de l'Amazone par la Juruá, dans la section où le fleuve est nommé Rio Solimões.